# Petit Best 4
Petit Best 4 est un album compilation du Hello! Project sorti fin 2003. Une version vidéo sort simultanément : Petit Best 4 DVD.

## Album CD
Albums de le Hello! Project
Petit Best 3
(2002) Petit Best 5
(2004)
Singles
Petit Best 4 ou Pucchi Best 4 (プッチベスト4) est un album compilation de chansons des divers artistes du Hello! Project, sorti le 17 décembre 2003 au Japon sous le label zetima. Il atteint la 12e place du classement des ventes de disques de l'Oricon, et reste classé pendant sept semaines.
C'est le quatrième d'une série de compilations similaires homonymes nommées Petit Best, dont les volumes sortent chaque fin d'année. Pour la première fois, une version DVD contenant la plupart des clips vidéos des chansons sort également le même jour : Petit Best 4 DVD.
L'album contient des titres sortis en single dans l'année par la plupart des groupes et solistes du Hello! Project ; certains de ces titres ne figureront sur aucun autre album. Parmi eux figurent les trois chansons sorties sur un même single l'été précédent par les groupes shuffle units de l'année mélangeant divers artistes du H!P : Salt 5, 7 Air, et 11 Water.
L'album contient trois chansons inédites : une version remixée de Shabondama de Morning Musume, une chanson inédite de la nouvelle formation de Petit Moni, et une nouvelle chanson interprétée par l'ensemble des membres du H!P, excluant cependant les débutantes du Hello! Project Kids présentes dans les groupes ZYX et Aa!.
| 1.  | Kowarenai Ai ga Hoshii no (壊れない愛がほしいの)                        | 7 Air                                   |  |
| 2.  | Get Up! Rapper (GET UP! ラッパー)                                       | Salt 5                                  |  |
| 3.  | Be All Right! (BE ALL RIGHT!)                                           | 11 Water                                |  |
| 4.  | Hare Ame Nochi Suki (晴れ雨のちスキ♥)                                   | Morning Musume Sakura Gumi              |  |
| 5.  | Ai no Sono ~Touch My Heart!~ (愛の園 ~Touch My Heart!~)                 | Morning Musume Otome Gumi               |  |
| 6.  | Iku ZYX! Fly High (行くZYX! FLY HIGH)                                   | ZYX                                     |  |
| 7.  | Sexy Night ~Wasurerarenai Kare~ (SEXY NIGHT ~忘れられない彼~)           | ROMANS                                  |  |
| 8.  | First Kiss (FIRST KISS)                                                 | Aa!                                     |  |
| 9.  | Uwaki na Honey Pie (浮気なハニーパイ)                                   | Country Musume ni Konno to Fujimoto     |  |
| 10. | Chance of Love (チャンス of LOVE)                                       | Melon Kinenbi                           |  |
| 11. | Wow Wow Wow (WOW WOW WOW) (titre inédit)                                | Petit Moni                              |  |
| 12. | Mini Moni Kazoe Uta ~Ofuro Version~ (ミニモニ。数え歌~お風呂ば~じょん~) | Mini Moni                               |  |
| 13. | Haha to Musume no Duet Song (母と娘のデュエットソング)                  | Okei San & Abe Natsumi (Morning Musume) |  |
| 14. | Get Along With You (GET ALONG WITH YOU)                                 | Yūko Nakazawa                           |  |
| 15. | Tokyo Kirigirisu (東京きりぎりす)                                       | Yuki Maeda                              |  |
| 16. | Natsu Love Romance (夏 LOVE ロマンス) (titre inédit)                    | Hello! Project                          |  |
| 17. | Shabondama (asia mix) (シャボン玉...)                                   | Morning Musume                          |  |

## Petit Best 4 DVD
Vidéos par Petit Best
Petit Best 3 DVD
(2004) Petit Best 5 DVD
(2004)
Petit Best 4 DVD ou Pucchi Best 4 DVD (プッチベスト4 DVD) est une vidéo au format DVD sortie le 17 décembre 2003 au Japon sous le label zetima. C'est une compilation de clips vidéos, contenant la plupart des clips des chansons des artistes du Hello! Project parues sur la compilation Petit Best 4 sortie le même jour. Elle atteint la 13e place du classement des ventes de DVD de l'Oricon, restant classée sept semaines.
C'est la première version DVD d'une compilation de la série Petit Best. Chaque album de la série sera désormais accompagnée de sa version vidéo ; celles des trois premiers volumes seront produites un an plus tard fin 2004 pour compléter la série.
Les trois clips des shuffle units de l'année, déjà parus cinq mois auparavant sur le "single V" (DVD) Kowarenai Ai ga Hoshii no / Get Up! Rapper / Be All Right!, ne sont pas repris sur le DVD. Il n'y a pas de clips pour les trois titres inédits de la compilation CD : le remix de Morning Musume est remplacé par le clip de la chanson originale, et les deux autres sont remplacés par deux clips de Aya Matsuura et Maki Goto, absentes en solo du CD. La couverture du DVD ressemble à celle de la compilation CD, mais a été légèrement modifiée en fonction des différences de contenu.
| 1.  | Hare Ame Nochi Suki (晴れ雨のちスキ♥)                                   | Morning Musume Sakura Gumi              |  |
| 2.  | Ai no Sono ~Touch My Heart!~ (愛の園 ~Touch My Heart!~)                 | Morning Musume Otome Gumi               |  |
| 3.  | Iku ZYX! Fly High (行くZYX! FLY HIGH)                                   | ZYX                                     |  |
| 4.  | Sexy Night ~Wasurerarenai Kare~ (SEXY NIGHT ~忘れられない彼~)           | ROMANS                                  |  |
| 5.  | First Kiss (FIRST KISS)                                                 | Aa!                                     |  |
| 6.  | Shabondama (シャボン玉)                                                 | Morning Musume                          |  |
| 7.  | Mini Moni Kazoe Uta ~Ofuro Version~ (ミニモニ。数え歌~お風呂ば~じょん~) | Mini Moni                               |  |
| 8.  | Chance of Love (チャンス of LOVE)                                       | Melon Kinenbi                           |  |
| 9.  | Uwaki na Honey Pie (浮気なハニーパイ)                                   | Country Musume ni Konno to Fujimoto     |  |
| 10. | Haha to Musume no Duet Song (母と娘のデュエットソング)                  | Okei San & Abe Natsumi (Morning Musume) |  |
| 11. | Good Bye Natsuo (GOOD BYE 夏男)                                         | Aya Matsuura                            |  |
| 12. | Scramble (スクランブル)                                                 | Maki Goto                               |  |
| 13. | Get Along With You (GET ALONG WITH YOU)                                 | Yūko Nakazawa                           |  |
| 14. | Tokyo Kirigirisu (東京きりぎりす)                                       | Yuki Maeda                              |  |

## Participantes
Comme pour les autres volumes, toutes les chanteuses ayant interprété des titres de la compilation figurent sur le montage photographique en couverture ; cette fois cependant, chacune d'elles n'y est représentée qu'une seule fois. Une chanteuse extérieure au H!P, Keiko Yosumi alias Okei San, a collaboré sur un titre mais ne figure pas en couverture. La couverture du DVD a été modifiée en fonction des différences de contenu : Atsuko Inaba (présente avec 7 Air uniquement sur le CD) en a ainsi été retirée, Maki Goto (absente du CD) y a été rajoutée, déplaçant la photo de Yūko Nakazawa, et celle de Aya Matsuura a été changée (en tenue de groupe sur le CD, en tenue solo sur le DVD).
- 7 Air (Rika Ishikawa, Ai Takahashi, Risa Niigaki, Mika Todd, Masae Otani, Mai Satoda, Atsuko Inaba) (sur le CD)
- Salt 5 (Natsumi Abe, Ai Kago, Makoto Ogawa, Aya Matsuura, Yuki Maeda) (sur le CD)
- 11 Water (Kaori Iida, Mari Yaguchi, Nozomi Tsuji, Hitomi Yoshizawa, Asami Konno, Miki Fujimoto, Ayaka Kimura, Asami Kimura, Megumi Murata, Hitomi Saito, Ayumi Shibata) (sur le CD)
- Morning Musume Sakura Gumi (Natsumi Abe, Mari Yaguchi, Hitomi Yoshizawa, Ai Kago, Ai Takahashi, Asami Konno, Risa Niigaki, Eri Kamei)
- Morning Musume Otome Gumi (Kaori Iida, Rika Ishikawa, Nozomi Tsuji, Ai Kago, Makoto Ogawa, Miki Fujimoto, Sayumi Michishige, Reina Tanaka)
- ZYX (Mari Yaguchi, Erika Umeda,  Saki Shimizu, Maimi Yajima, Momoko Tsugunaga, Megumi Murakami)
- ROMANS (Mari Yaguchi, Rika Ishikawa, Ayaka Kimura, Hitomi Saito, Mai Satoda)
- Aa! (Reina Tanaka, Miyabi Natsuyaki, Airi Suzuki)
- Country Musume ni Konno to Fujimoto (Asami, Mai Satoda, Miuna, Asami Konno, Miki Fujimoto)
- Melon Kinenbi (Hitomi Saito, Megumi Murata, Masae Otani, Ayumi Shibata)
- Petit Moni (Hitomi Yoshizawa, Makoto Ogawa, Ayaka) (sur le CD)
- Mini Moni (Mika, Nozomi Tsuji, Ai Kago, Ai Takahashi)
- Natsumi Abe (en solo)
- Okei San (Keiko Yosumi, invitée de Natsumi Abe)
- Yūko Nakazawa
- Yuki Maeda
- Hello! Project (Morning Musume, Country Musume, Coconuts Musume, Melon Kinenbi, Yūko Nakazawa, Yuki Maeda, Atsuko Inaba)
- Morning Musume (Kaori Iida, Natsumi Abe, Mari Yaguchi, Rika Ishikawa, Hitomi Yoshizawa, Nozomi Tsuji, Ai Kago, Ai Takahashi, Asami Konno, Makoto Ogawa, Risa Niigaki, Miki Fujimoto, Sayumi Michishige, Eri Kamei, Reina Tanaka)
- Aya Matsuura (en solo sur le DVD uniquement)
- Maki Goto (sur le DVD uniquement)